# 立花沙羅
立花沙羅（日语：／ Tachibana Sara，6月1日—）是日本的女性聲優，生於島根縣出雲市。兵庫縣出身。目前為自由身。主要為成人遊戲配音。

## 人物
2014年7月1日加入LOVE×TRAX。2017年1月31日宣布退出。尊敬的人物是榊原由依。
「沙羅」一名取自沙羅雙樹。
興趣是料理、讀書、電玩遊戲。特技是插圖、潛水。

## 演出作品
※粗體字為主要角色。

### 成人遊戲
2015年
- 妄想Complete！（美守智惠）[7]
- Lollipop Factory（濱咲蕾娜）[8]
- 〜The Respective Happiness〜（知花彩香）[9]
- 哥哥老師〜〜（北見蕾）[10]
- IZUMO4（憂流迦、氣吹戶主）[11]

2016年
- （莉耶爾）[12]
- 罪戀×2/3（水澤巡）[13]
- 嫁神 My Sweet Goddess!（涅菲莉絲）[14]

2017年
- Silverio Trinity（彩·霧隱）[15]
- （春日繪莉）[16]

2018年
- 陪睡女友～緊緊抱著你～（小鳥谷凜空）[17]

### 社群遊戲
- 戰亂公主G（足利義昭、下間賴廉、盜葉深芳野）[1]
- 偶像學園！ULTRA-ORANGE（白川亞夢、星井健氣、小鳥遊乃乃香、森崎由美、石田娜娜）[1]
- 魔域☆廚娘（香河沙貫、克蕾亞·芙兒蕾蒂、西園寺密姬）[18]
  - 菜肴娘和廚房的魔王（同上）
- 天歌統一計畫（武田信玄）[19]

### 電視動畫
2014年
- 尋找失去的未來（女高中生C）[1]

### 網路節目
- （HiBiKi Radio Station：音泉：2015年10月8日－12月24日，全6回）[20]
- IZUMO情報局！（2015年10月2日－2016年2月5日、助理主持）
- 小鈴的小房間♪（2016年3月4日－、助理主持）
- Happy light Cafe（2016年5月27日－、助理主持）[21]

## 外部連結
- 事務所官方簡歷（日語）
- 個人BLOG （页面存档备份，存于）（日語）
- 立花沙羅的X（前Twitter）（日語）